# Christian Andersen (livstidsdømt)
 For alternative betydninger, se Christian Andersen. (Se også artikler, som begynder med Christian Andersen)
Christian Andersen er en dansk drabsmand, som i 2017 blev idømt fængsel på livstid for drabet på drabet på den 54-årige Hanne Pedersen. Den 48-årige Christian Andersen blev den 5. april 2017 dømt for drabet på Hanne Pedersen, da han i tidsrummet mellem 17.30 og 00.08 nytårsaften kørte ud til hendes landejendom ved landsbyen Vium nær Videbæk i Vestjylland. Han satte tape for Hanne Pedersens mund og næse, inden han kvalte hende med et el-kabel. Efter at have dræbt Hanne, satte Christian Andersen ild til hendes ejendom, som i mange år husede opdræt af mohair-geder og salg af garn fra gederne. Den 12. september 2018 stadfæstede Højesteret dommen.
Den 30. april 1996 blev den 38-årige køkkenassistent Liselotte Kaimer Nielsen kvalt i Balle Skov ved Odder. Dagen efter blev den dengang 28-årige Egon Christian Andersen, som han hed på det tidspunkt, anholdt og sigtet for drab. Det samme blev ofrets samlever. Begge mænd blev dog løsladt efter afhøring, men sigtelserne blev opretholdt. De følgende ugers efterforskning medførte, at Egon Christian Andersen i slutningen af maj samme år blev hentet ind igen, sigtet for drab og denne gang varetægtsfængslet. Samleveren blev samtidig renset for enhver mistanke. Ved nævningesagen i Vestre Landsret i april 1997 blev Egon Christian Andersen kendt skyldig i manddrab og idømt 12 års fængsel. Desuden blev han dømt for usømmelig omgang med lig samt for at have stjålet penge fra sit offer. Andersen blev løsladt efter at have afsonet to tredjedele af den dom i 2004.